# Lijst van gouverneurs en commissarissen van de Koning in Noord-Holland
Dit is een lijst van gouverneurs en commissarissen van de Koning in Noord-Holland. Eerstgenoemde titel werd in 1850 vervangen door de tweede.

## Ambtsbekleders
| Gouverneurs                      | Gouverneurs                                       | Gouverneurs                                                             | Termijn                              | Partij(en)                            | Bijzonderheden                                                      |
| -------------------------------- | ------------------------------------------------- | ----------------------------------------------------------------------- | ------------------------------------ | ------------------------------------- | ------------------------------------------------------------------- |
|                                  |                                                   | mr. A.W.N. (Arnold) van Tets van Goudriaan (1771–1837)                  | 1 mei 1814 – 7 mei 1828              | Onafhankelijk (Conservatief)          | afgetreden na benoeming tot minister van Financiën                  |
|                                  |                                                   | mr. J.M. (Jan) baron van Tuyll van Serooskerken van Vleuten (1771–1843) | 23 augustus 1828 – 28 december 1839  | Onafhankelijk                         |                                                                     |
|                                  | D.J. (Daniël) van Ewijck van Oostbroek en De Bilt | mr.dr. D.J. (Daniël) van Ewijck van Oostbroek en De Bilt (1786–1858)    | 1 januari 1840 – 1 augustus 1850     | Onafhankelijk                         |                                                                     |
| Commissarissen van de Koning(in) | Commissarissen van de Koning(in)                  | Commissarissen van de Koning(in)                                        | Termijn                              | Partij(en)                            | Bijzonderheden                                                      |
|                                  | D.J. (Daniël) van Ewijck van Oostbroek en De Bilt | mr.dr. D.J. (Daniël) van Ewijck van Oostbroek en De Bilt (1786–1858)    | 1 augustus 1850 – 1 oktober 1855     | Onafhankelijk                         |                                                                     |
|                                  |                                                   | jhr.mr. W. (Willem) Boreel van Hogelanden (1800–1883)                   | 1 oktober 1855 – 1 mei 1860          | Onafhankelijk (Conservatief-liberaal) |                                                                     |
|                                  |                                                   | jhr.mr. H.H. (Herman) baron Röell (1806–1883)                           | 1 mei 1860 – 1 oktober 1879          | Onafhankelijk (Liberaal)              |                                                                     |
|                                  | J.W.M. (Johan) Schorer                            | jhr.mr. J.W.M. (Johan) Schorer (1834–1903)                              | 15 december 1879 – 1 februari 1897   | Onafhankelijk (Conservatief-liberaal) | afgetreden na benoeming tot vice-president van de Raad van State    |
|                                  | G. (Gijsbert) van Tienhoven                       | mr. G. (Gijsbert) van Tienhoven (1841–1914)                             | 1 februari 1897 – 1 augustus 1911    | Onafhankelijk (Liberaal)              |                                                                     |
|                                  | W.F. (Wilhelm) van Leeuwen                        | mr.dr. W.F. (Wilhelm) van Leeuwen (1860–1930)                           | 16 september 1911 – 16 december 1914 | Onafhankelijk (Liberaal)              | afgetreden na benoeming tot vice-president van de Raad van State    |
|                                  | A. (Antonie) baron Röell                          | jhr.mr.dr. A. (Antonie) baron Röell (1864–1940)                         | 16 januari 1915 – 29 november 1940   | Onafhankelijk (Liberaal)              | in het ambt overleden                                               |
|                                  |                                                   | mr. A.J. (Albert) Backer (1899–1976)                                    | 10 februari 1941 – 5 mei 1945        | NSB                                   | aangesteld als commissaris der provincie, na de bezetting ontslagen |
|                                  | J.E. (Jaap) baron de Vos van Steenwijk            | dr. J.E. (Jaap) baron de Vos van Steenwijk (1889–1978)                  | 7 mei 1945 – 15 juni 1954            | LSP (1945–1946)                       |                                                                     |
| PvdV (1946–1948)                 | J.E. (Jaap) baron de Vos van Steenwijk            | dr. J.E. (Jaap) baron de Vos van Steenwijk (1889–1978)                  | 7 mei 1945 – 15 juni 1954            |                                       |                                                                     |
| VVD (1948–1954)                  | J.E. (Jaap) baron de Vos van Steenwijk            | dr. J.E. (Jaap) baron de Vos van Steenwijk (1889–1978)                  | 7 mei 1945 – 15 juni 1954            |                                       |                                                                     |
|                                  | M.J. (Max) Prinsen                                | mr.dr. M.J. (Max) Prinsen (1899–1971)                                   | 1 juli 1954 – 1 februari 1964        | PvdA                                  |                                                                     |
|                                  | F.J. (Ferdinand) Kranenburg                       | mr. F.J. (Ferdinand) Kranenburg (1911–1994)                             | 1 februari 1964 – 1 mei 1976         | PvdA                                  |                                                                     |
|                                  | R.J. (Roel) de Wit                                | drs. R.J. (Roel) de Wit (1927–2012)                                     | 16 augustus 1976 – 1 april 1992      | PvdA                                  |                                                                     |
|                                  | J.A. (Jos) van Kemenade                           | dr. J.A. (Jos) van Kemenade (1937-2020)                                 | 1 mei 1992 – 1 april 2002            | PvdA                                  | [ 1 ]                                                               |
|                                  |                                                   | mr. H.C.J.L. (Harry) Borghouts (1943)                                   | 1 juni 2002 – 1 december 2009        | GL                                    | voortijdig afgetreden                                               |
|                                  | J.W. (Johan) Remkes                               | J.W. (Johan) Remkes (1951)                                              | 1 juli 2010 – 1 januari 2019         | VVD                                   | [ 4 ]                                                               |
|                                  | A.Th.H. (Arthur) van Dijk                         | mr. A.Th.H. (Arthur) van Dijk (1963)                                    | 1 januari 2019 – heden               | VVD                                   | [ 5 ]                                                               |